# 魯德溫·葛瑞森
路德维格·埃米爾·托馬斯·戈兰松（瑞典語：Ludwig Emil Tomas Göransson，瑞典語：[ˈlɵ̌dːvɪɡ ˈjœ̂ːranˌsɔn]；1984年9月1日—）是一名瑞典作曲家、指揮家和唱片製作人。戈兰松負責多部電影作曲，他憑藉2018年超級英雄電影《黑豹》獲得第91屆奥斯卡最佳原创音乐奖。除了電影，戈兰松也以製作人出名，他製作多張專輯，歌曲〈这就是美国〉廣受好評，並獲得多項大獎。

## 配乐电影
- 马利和我（2008）
- 您祖宗卡好（英语：Year One (film)）（2009）
- 詹妮弗的肉体（英语：Jennifer's Body）（2009）
- 驚魂半小時（2011）
- 奧斯卡的一天（2013）
- 冒牌家庭（2013）
- 追债大乱斗（英语：Stretch (2014 film)）（2014）
- 杀出魔鬼镇（英语：The Town That Dreaded Sundown (2014 film)）（2014）
- 该死的圣诞快乐（英语：A Merry Friggin' Christmas）（2014）
- 业内前五（2014）
- 金牌拳手（2015）
- 中央情爆員（2016）
- 国际杀手的真实回忆录（英语：True Memoirs of an International Assassin）（2016）
- 理性與感性（2016）
- 一切的一切（英语：Everything, Everything (film)）（2017）
- 哈桑·明哈杰：返校之王（英语：Hasan Minhaj: Homecoming King）（2017）
- 黑豹（2018）- 荣获第91届奥斯卡金像奖最佳原创音乐奖
- 猛龍怪客（2018）
- 鬼镇灵异杀人事件（英语：Slice (film)）（2018）
- 猛毒（2018）
- 金牌拳手：父仇（2018）
- 魔髮精靈唱遊世界（2020）
- TENET天能（2020）
- 一路鬧到底（2021）
- 熊抱青春記（2022）
- 黑豹2：瓦干達萬歲（2022）
- 奧本海默（2023）- 榮獲第96屆奧斯卡金像獎最佳原創音樂獎[3]。

## 外部連結
- 魯德溫·葛瑞森在互联网电影资料库（IMDb）上的資料（英文）
- Official website，存档于（存檔日期 7 February 2011）